# Oorlogswimpel

Nederlandse oorlogswimpel

Een oorlogswimpel is een wimpel die uitsluitend door marineschepen wordt gevoerd en waarmee deze zich onderscheiden van andere (koopvaardij)schepen. Het is daarmee een onderscheidingsvlag. De Nederlandse oorlogswimpel is een lange, rood-wit-blauwe wimpel waarvan het uiteinde in twee punten uitloopt. De instelling ervan is vastgesteld bij koninklijk besluit No.593 d.d. 19 november 1934. De oorlogswimpel wordt gevoerd in de top van de mast; bij schepen met meer dan een mast aan de top van de grote mast. De oorlogswimpel kan worden vervangen door een commandovlag van de commandant of standaard van een hoogwaardigheidsbekleder.
Bij commando-overdracht of het uit dienst nemen van een marineschip wordt de oorlogswimpel(kist) ceremonieel overhandigd aan de commandant door het jongste bemanningslid.